# شهرستان کوک‌توقای
شهرستان کوک‌توقای (به اویغوری: كوكتوقاي ناھىيىسى، به قزاقی: كوكتوعاي اۋدانى) و یا شهرستان فویون (به چینی: 富蕴县، به پین‌یین: Fùyùn Xiàn) یک شهرستان در ولایت آلتای، که خود تابع ولایت خودمختار ایلی قزاق در منطقه خودمختار سین‌کیانگ اویغور چین است. شهرستان کوک‌توقای ۳۲٬۲۰۹ کیلومتر مربع مساحت و ۹۹٬۷۴۸ نفر جمعیت دارد.

## جمعیت
| ترکیب قومیتی شهرستان کوک‌توقای | ترکیب قومیتی شهرستان کوک‌توقای | ترکیب قومیتی شهرستان کوک‌توقای | ترکیب قومیتی شهرستان کوک‌توقای | ترکیب قومیتی شهرستان کوک‌توقای |
| ----------------------------- | ----------------------------- | ----------------------------- | ----------------------------- | ----------------------------- |
| قومیت                         | قومیت                         |                               | درصد                          | درصد                          |
| قزاق                          | قزاق                          |                               | ۷۴٫۰٪                         | ۷۴٫۰٪                         |
| هان                           | هان                           |                               | ۲۰٫۹٪                         | ۲۰٫۹٪                         |
| هوئی                          | هوئی                          |                               | ۲٫۱٪                          | ۲٫۱٪                          |
| اویغور                        | اویغور                        |                               | ۱٫۹٪                          | ۱٫۹٪                          |
| مغول                          | مغول                          |                               | ۰٫۳٪                          | ۰٫۳٪                          |
| تاتار                         | تاتار                         |                               | ۰٫۱٪                          | ۰٫۱٪                          |
| سایر                          | سایر                          |                               | ۰٫۶٪                          | ۰٫۶٪                          |
| منبع سرشماری جمعیت :          |                               |                               |                               |                               |